# Sobran las palabras
 "Sobran las palabras", Canção da Espanha no Festival Eurovisão da Canção 1976.
"Sobran las palabras ("Sobram as palavras") foi a canção que representou a Espanha no Festival Eurovisão da Canção 1976, interpretada por Braulio, o autor da letra e da música que foi orquestrada por Juan Barcons.
A canção foi a 12.ª a ser interpretada a na noite do evento,  a seguir à canção finlandesa "Pump-Pump", interpretada por Fredi e Ystävät e antes da canção italiana We'll live it all again (lo rivivrei)"). Depois de concluídaa votação, a canção espanhola ficou em antepenúltimo lugar (16.º lugar) e recebeu apenas 10 pontos.
A canção em termos musicais não passa de uma balada romântica, com o cantor dizendo que por vezes as palavras são desnecessárias para mostrar o que sente.